# Wilwerwiltz
Wilwerwiltz (Luxemburgs: Wëlwerwolz) is een voormalige gemeente in het Luxemburgse kanton Wiltz. Sinds 1 januari 2006 is Wilwerwiltz samen met Kautenbach opgenomen in de nieuwe gemeente Kiischpelt. Wilwerwiltz heeft een totale oppervlakte van 19,74 km2 en telde 647 inwoners op 1 januari 2005. Het plaatsje heeft een treinstation.

## Evolutie van het inwoneraantal

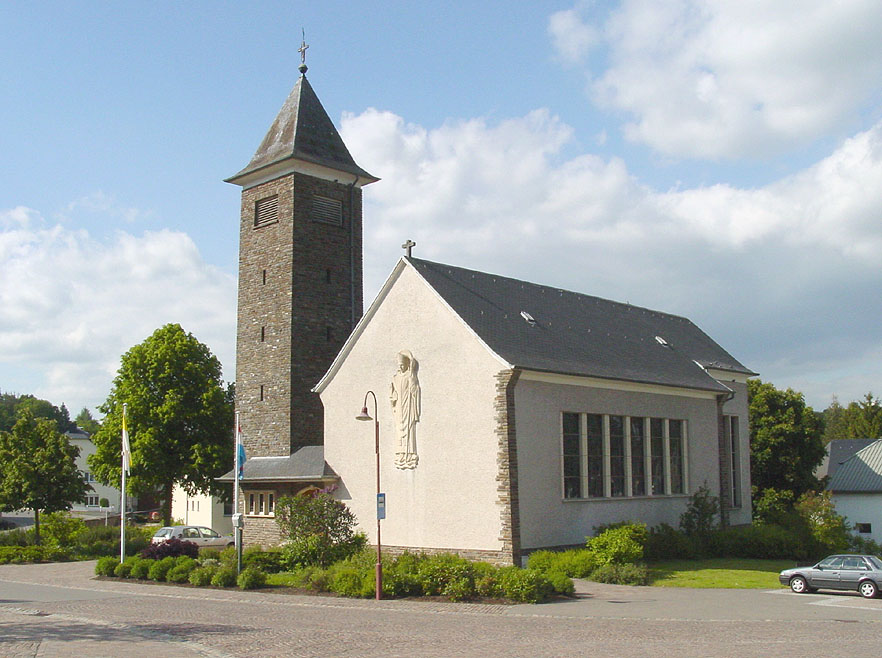
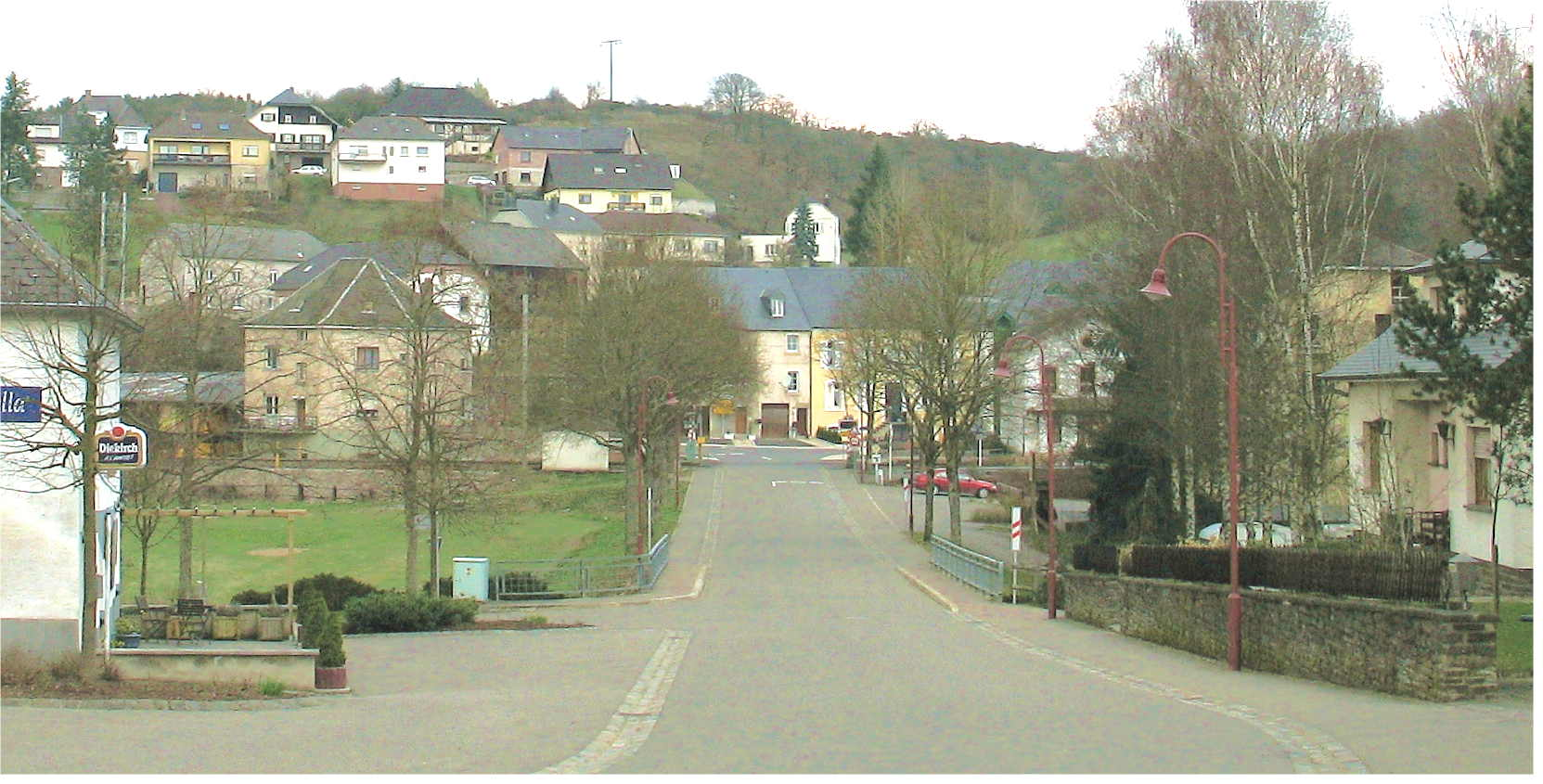
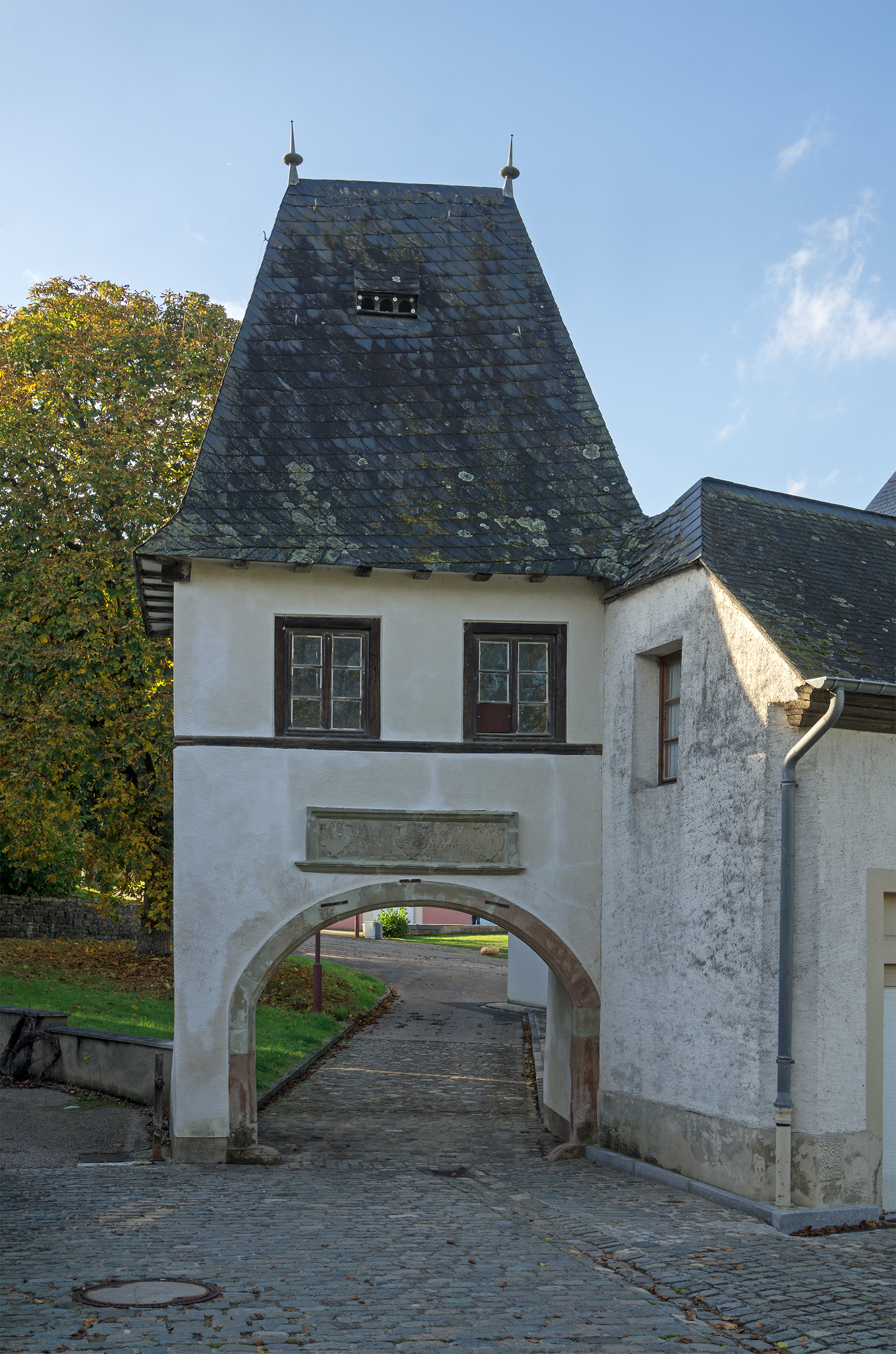

| Jaar                              | 2001 | 2002 | 2003 | 2004 | 2005 |
| --------------------------------- | ---- | ---- | ---- | ---- | ---- |
| Inwoneraantal                     | 610  | 602  | 612  | 624  | 647  |
| Opmerking: tellingen op 1 januari |      |      |      |      |      |